# ريك سيبينس
ريك سيبينس (بالهولندية: Rik Sebens)‏ (21 مايو 1988 بلايدن في هولندا - ) هو لاعب كرة قدم هولندي في مركز الوسط. لعب مع دي غرافشاب وAchilles '29 ‏ وBVC '12 ‏.

## وصلات خارجية
- ريك سيبينس على موقع قاعدة بيانات كرة القدم.إي يو (الإنجليزية)